# Epomophorus wahlbergi
Pour les articles homonymes, voir Wahlberg.
Espèce
Statut de conservation UICN

 LC  : Préoccupation mineure
L'Épomophore de Wahlberg (Epomophorus wahlbergi) est une espèce de chauve-souris de la famille des Pteropodidae.  Elle est commune dans le sud de l'Afrique.

## Alimentation
C'est une chauve-souris frugivore. Elle se nourrit de figues, de goyaves et des fruits de Diospyros. Elle consomme aussi les feuilles de Balanites et des insectes.

## Reproduction
Il y a deux périodes de naissance par an, la première de février à mars et la seconde d'octobre à décembre. La première période coïncide avec le moment où les fruits sont le plus abondant lors de la saison des pluies. La gestation dure de 5 à 6 mois.

### liens externes
- (en) Catalogue of Life : Epomophorus wahlbergi (Sundevall, 1846) (consulté le 16 décembre 2020)
- (fr + en) ITIS : Epomophorus wahlbergi  (Sundevall, 1846)
- (en) Animal Diversity Web : Epomophorus wahlbergi
- (en) NCBI : Epomophorus wahlbergi (taxons inclus)
- (en) UICN : espèce Epomophorus wahlbergi (Sundevall, 1846) (consulté le 20 mai 2015)